# Ньютта, Уго
Уго Ньютта (итал. Ugo Niutta; 20 декабря 1880 — 3 июля 1916) — итальянский лётчик, участник Первой мировой войны.

## Биография
Уго Ньютта родился 20 декабря 1880 года в Неаполе. Его мать Элиза Поситано носила титул герцогини. О отце известно лишь то, что его звали Винченцо. Дед Ньютта занимал должность министра в Совете министров Королевства Италии.
В 1915 году, после вступления Италии в Первую мировую войну, призван на службу в военно-воздушные силы. 25 марта 1916 года Ньютта направлен в 11-ю разведывательно-боевую эскадрилью, где он летал на Farman MF 1914. Этот самолёт являлся единственным итальянским самолётом в начале войны, оснащенным фиксированными пулемётами. Эскадрилья была развёрнута на аэродроме Кампо делла Комина около Порденоне, где находилась первая школа гражданской авиации. Командиром эскадрильи был капитан Марио Марко Мария Гиротто, «пионер» итальянской авиации.
3 июля 1916 года лейтенант Ньютта и лейтенант-наблюдатель Чезаре Франческини, который находился на борту, в небе над провинции Тренто наткнулись на два вражеских самолёта, вступив в бой с ними. Франческини был убит. Ньюта решил уйти на свой аэродром, скрывшись от противника. Однако его самолёт получил серьёзные повреждения, что повлекло за собой крушение машины. Ньютта погиб. Несколько месяцев спустя, 19 апреля 1917 года, его посмертно наградили золотой медалью «За военную доблесть».

## Память
- В штабе инженерного факультета университета Федерико II Неаполя есть памятная мемориальная доска и бюст, посвященный Ньютта.
- Аэропорт Неаполя в межвоенный период носил его имя.
- Веб-портал итальянских ВВС создал страницу под названием «Великие лётчики», в которой упоминаются самые важные исторические фигуры итальянской авиации, среди которых есть Ньютта[4].